# Биркачу
Биркачу (рум. Bârcaciu) — село у повіті Горж в Румунії. Входить до складу комуни Мушетешть.
Село розташоване на відстані 223 км на захід від Бухареста, 17 км на північний схід від Тиргу-Жіу, 95 км на північ від Крайови.

## Населення
За даними перепису населення 2002 року у селі проживали 149 осіб, усі — румуни. Усі жителі села рідною мовою назвали румунську.